# Dobrača
Dobrača (en serbe cyrillique : Добрача) est un village de Serbie situé dans la municipalité de  Stragari (Kragujevac), district de Šumadija. Au recensement de 2011, il comptait 423 habitants.

## Démographie
| 1948  | 1953 | 1961 | 1971 | 1981 | 1991 | 2002 | 2011 |
| ----- | ---- | ---- | ---- | ---- | ---- | ---- | ---- |
| 1 004 | 969  | 891  | 768  | 642  | 550  | 493  | 423  |

|  |